# Сент-Андру (Гернси)
Сент-Эндрю (англ. Saint Andrew, фр. Saint-André-de-la-Pommeraye, гернсийский Saint Andri) — один из приходов Гернси. Сент-Эндрю расположен в центре острова, и является единственным приходом, не имеющим выхода к морю. Площадь прихода — 4,4 км², население — 2409 человек, почтовый индекс — GY6.
В приходе есть больница (The Princess Elizabeth Hospital), начальная и средняя (St Andrew’s School) школы.

## Достопримечательности
- Подземный немецкий военный госпиталь, построенный во время Второй Мировой войны, когда остров был оккупирован Германией.
- Церковь Сент-Эндрю (St Andrew’s Church)

### Маленькая капелла

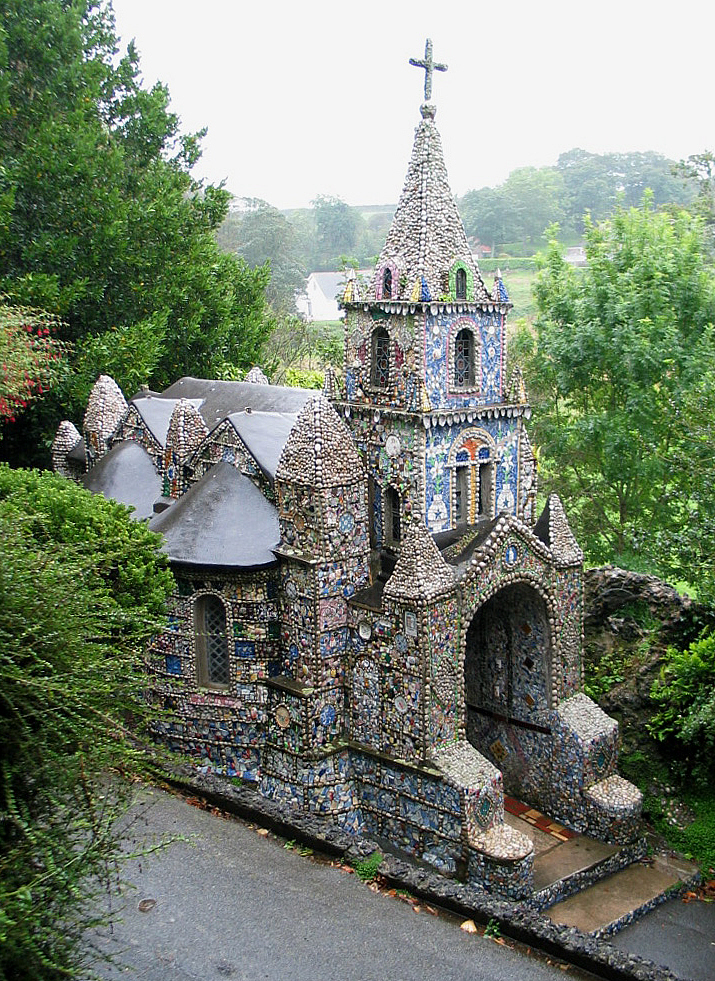
Маленькая часовня, вид снаружи

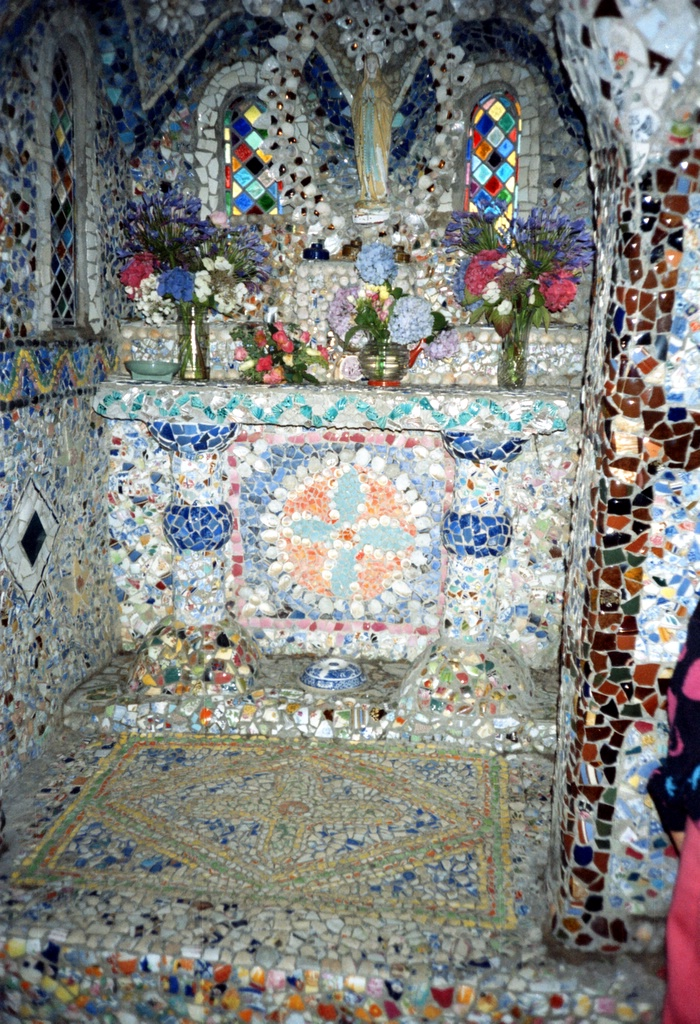
Алтарь Маленькой часовни

Маленькая капелла (англ. The Little Chapel) — часовня-фолли, построенная в двадцатых годах братом Деода́ (Brother Déodat), членом Братства христианских школ.
Брат Деода прибыл на Гернси из Франции в 1913 году. Годом позже он выстроил ложный грот и маленькую часовню, которые, по его замыслу, должны были напоминать о Лурде. Однако многим часовня Деода не понравилась, и он счёл за лучшее снести её. В то же время грот сохранился и был освящён в июле 1914 года. Вскоре Деода выстроил новую часовню. Эта часовня была настолько мала, что посетивший в 1923 году Гернси епископ Портсмутский не смог в неё зайти.
Брат Деода опять снёс своё творение и начал строить на старом месте новую, более просторную (хотя всё равно очень маленькую) часовню. Именно эта, третья по счёту, часовня и сохранилась до наших дней. Брат Деода украшал часовню осколками посуды, раковинами и тому подобным. В 1925 году о часовне написала газета Daily Mirror. Эта статья превратила малоизвестное до этого строение в популярную достопримечательность.
В часовне иногда проводятся службы, на которых могут присутствовать примерно восемь верующих.